# شاروناس مارتشيوليونيس
شاروناس مارتشيوليونيس مواليد 13 يونيو 1964 في كاوناس، الجمهورية الليتوانية السوفيتية الاشتراكية، الاتحاد السوفيتي، هو لاعب كرة سلة ليتواني معتزل بدأ مسيرته الاحترافية في سنة 1981. تم اختياره من قبل فريق غولدن ستايت ووريورز خلال الدرافت. يبلغ طوله 6 قدم 5 بوصة (2.0 م). مثّل منتخب بلاده. شارك في دورة الألعاب الأولمبية الصيفية سنة 1988. اعتزل اللعب في 1997. أحرز خلال مسيرته في الإن بي إيه 4631 نقطة بمعدل 12.8 نقطة في المباراة الواحدة. دخل قاعة نايسميث التذكارية لمشاهير كرة السلة.

## المسيرة الاحترافية
لعب مع غولدن ستايت ووريورز من سنة 1989 إلى 1994، ثم لعب مع سياتل سوبرسونيكس في موسم 1994–1995، ثم لعب مع سكرامنتو كينغز في موسم 1995–1996، ثم لعب مع دنفر ناغتس في موسم 1996–1997.

## الميداليات
| الميدالية | المسابقة                         |
| --------- | -------------------------------- |
| ذهبية     | الألعاب الأولمبية الصيفية 1988   |
| فضية      | بطولة أمم أوروبا لكرة السلة 1987 |
| برونزية   | بطولة أمم أوروبا لكرة السلة 1989 |
| برونزية   | الألعاب الأولمبية الصيفية 1992   |
| برونزية   | الألعاب الأولمبية الصيفية 1996   |
| فضية      | بطولة أمم أوروبا لكرة السلة 1995 |

## إحصائيات المسيرة

### الموسم الاعتيادي
| السنة   | الفريق              | لعب | بدأ  | دقيقة | ميداني% | ثلاثية | حرة  | ارتداد | صنع | استلاب | تصدي | نقطة |
| ------- | ------------------- | --- | ---- | ----- | ------- | ------ | ---- | ------ | --- | ------ | ---- | ---- |
| 1989–90 | غولدن ستايت ووريورز | 75  | 3    | 22.6  | .519    | .256   | .787 | 2.9    | 1.6 | 1.3    | .1   | 12.1 |
| 1990–91 | غولدن ستايت ووريورز | 50  | 10   | 19.7  | .501    | .167   | .724 | 2.4    | 1.7 | 1.2    | .1   | 10.9 |
| 1991–92 | غولدن ستايت ووريورز | 72  | 5    | 29.4  | .538    | .300   | .788 | 2.9    | 3.4 | 1.6    | .1   | 18.9 |
| 1992–93 | غولدن ستايت ووريورز | 30  | 8    | 27.9  | .543    | .200   | .761 | 3.2    | 3.5 | .8     | .1   | 17.4 |
| 1994–95 | سياتل سوبرسونيكس    | 66  | 4    | 18.1  | .473    | .402   | .732 | 1.0    | 1.7 | 1.0    | .0   | 9.3  |
| 1995–96 | سكرامنتو كينغز      | 53  | 0    | 19.6  | .452    | .408   | .775 | 1.5    | 1.0 | 1.3    | .1   | 10.8 |
| 1996–97 | دنفر ناغتس          | 17  | 0    | 15.0  | .376    | .367   | .806 | 1.8    | 1.5 | .7     | .1   | 6.8  |
| المسيرة |                     | 30  | 22.4 | .505  | .369    | .768   | 2.3  | 2.2    | 1.3 | .1     | 12.8 |      |

### تصفيات إن بي إيه
| السنة   | الفريق              | لعب | بدأ | دقيقة | ميداني% | ثلاثية | حرة  | ارتداد | صنع | استلاب | تصدي | نقطة |
| ------- | ------------------- | --- | --- | ----- | ------- | ------ | ---- | ------ | --- | ------ | ---- | ---- |
| 1990–91 | غولدن ستايت ووريورز | 9   | 0   | 22.9  | .500    | .000   | .897 | 2.6    | 3.0 | 1.2    | .1   | 13.2 |
| 1991–92 | غولدن ستايت ووريورز | 4   | 0   | 33.3  | .532    | .500   | .829 | 2.3    | 5.0 | .8     | .3   | 21.3 |
| 1995–96 | سكرامنتو كينغز      | 4   | 0   | 25.3  | .276    | .222   | .600 | 1.8    | 3.5 | 2.5    | .0   | 7.3  |
| المسيرة |                     | 17  | 0   | 25.9  | .469    | .238   | .821 | 2.3    | 3.6 | 1.4    | .1   | 13.7 |

## روابط خارجية
- شاروناس مارتشيوليونيس على موقع الاتحاد الدولي لكرة السلة (الإنجليزية)
- شاروناس مارتشيوليونيس على موقع الاتحاد الدولي لكرة السلة (الإنجليزية)
- شاروناس مارتشيوليونيس على موقع إن بي أي (الإنجليزية)
- شاروناس مارتشيوليونيس على موقع سبورتس رفرنس (الإنجليزية)
- شاروناس مارتشيوليونيس على موقع كرة السلة الأوروبية.كوم (الإنجليزية)
- شاروناس مارتشيوليونيس على موقع ريلجم (الإنجليزية)
- شاروناس مارتشيوليونيس على موقع بروبوليرز (الإنجليزية)
- شاروناس مارتشيوليونيس على موقع سبورتس رفرنس (الإنجليزية)
- شاروناس مارتشيوليونيس على موقع اللجنة الأولمبية الدولية (الإنجليزية)
- شاروناس مارتشيوليونيس على موقع أوليمبيديا (الإنجليزية)